# Michele Orti Manara
Michele Orti Manara (Verona, 13 aprile 1979) è uno scrittore italiano.

## Biografia
Ha frequentato il Liceo Scipione Maffei di Verona e si è laureato in Filosofia presso l’Università Statale di Milano.
Nel 2018 pubblica per Racconti Edizioni la raccolta Il vizio di smettere, finalista al Premio Settembrini 2018. Nel 2021 pubblica per Rizzoli il romanzo Consolazione. Nel 2023 il racconto L’odio migliore viene pubblicato da Tetra Edizioni. Nel 2024 esce per Giulio Perrone Editore la sua seconda raccolta di racconti, dal titolo Cose da fare per farsi del male (vincitore del Premio Settembrini 2024, vincitore del Premio Trovautore Fiuggi 2024, finalista al Premio Moretti 2024).
Ha pubblicato racconti sulle antologie Hotel Lagoverde (Liberaria, 2021, a cura di Gianluigi Bodi), Club Silencio (Arcoiris, 2022, a cura di Emanuela Cocco) e Splendere ai margini (Oligo, 2023, a cura di Andrea Temporelli).
Altri suoi racconti sono stati pubblicati sulle riviste Nuovi Argomenti, minima & moralia, Cadillac, inutile, L’inquieto.

## Opere

### Raccolte di racconti e racconti singoli
- Il vizio di smettere (Racconti Edizioni, 2018)
- L’odio migliore (Tetra Edizioni, 2023)
- Cose da fare per farsi del male (Giulio Perrone Editore, 2024)

### Romanzi
- Consolazione (Rizzoli, 2022)

### Antologie
- La stanza di sotto, in Hotel Lagoverde (Liberaria 2021, a cura di Gianluigi Bodi)
- Un segreto o due, in Club Silencio (Arcoiris, 2022, a cura di Emanuela Cocco)
- Gli altri, in Splendere ai margini (Oligo, 2023, a cura di Andrea Temporelli)